# ÉB Pau-Orthez
El Élan Béarnais Pau-Lacq-Orthez (ÉBPLO) es un club profesional de baloncesto francés con sede en Pau, capital del Bearne en el suroeste de Francia. El equipo ha tenido un impacto significativo en la escena del baloncesto francés, destacando por sus logros y rivalidades a lo largo de las décadas. El club bearnes milita actualmente en la LNB Pro B, la segunda categoría del país galo.
En 1973, el club logró ascender a la élite del baloncesto francés y, en 1984, alcanzó un hito al ganar la Copa Korać, un prestigioso título europeo. En ese momento, el Élan béarnais Orthez, como se llamaba entonces, estableció una intensa rivalidad con el Limoges CSP, dando lugar a lo que se conoce como "el clásico". Estos enfrentamientos entre Pau-Orthez y Limoges no solo estaban marcados por la lucha por los títulos, sino que también transformaron la escena del baloncesto francés en las décadas de 1980 y 1990.
A pesar de enfrentar desafíos financieros en 2008 y dificultades deportivas en 2009 que llevaron al descenso a la Pro B, el club logró recuperarse y regresar a la Pro A en 2013. Durante su historia, el Élan béarnais ha acumulado un impresionante palmarés, incluyendo nueve títulos de campeón de Francia y cuatro Copas de Francia.
En 2021, la comunidad de aglomeración de Pau vendió sus acciones del club a Counterpointe Sports Group, un grupo estadounidense que se convirtió en el accionista mayoritario. Sin embargo, en 2022, el club enfrentó una crisis de gobernanza que resultó en la venta de las acciones a nuevos propietarios franceses. A pesar de las dificultades, el equipo logró mantenerse en la primera división, pero lamentablemente fue relegado a la Pro B al final de la temporada 2022-2023.
El Élan béarnais juega sus partidos en casa en el Palais des sports de Pau (Palacio de Deportes) desde 1991, un espacio que eligieron tras abandonar La Moutète, una sala que ofrecía limitadas oportunidades de expansión. La rica historia y los altibajos del club han dejado una huella indeleble en la escena del baloncesto francés, atrayendo a fanáticos y generando pasiones a lo largo de los años.

## Trayectoria
| Temporada | Nivel | División | Pos. | G–P   | Copa de Francia  | Competiciones europeas | Competiciones europeas | Competiciones europeas |
| --------- | ----- | -------- | ---- | ----- | ---------------- | ---------------------- | ---------------------- | ---------------------- |
| 2009–10   | 2     | Pro B    | 1º   |       |                  |                        |                        |                        |
| 2010–11   | 1     | Pro A    | 9º   | 13–17 |                  |                        |                        |                        |
| 2011–12   | 1     | Pro A    | 15º  | 7–23  |                  | 3 EuroChallenge        | RS                     | 1–5                    |
| 2012–13   | 2     | Pro B    | 2º   |       |                  |                        |                        |                        |
| 2013–14   | 1     | Pro A    | 11º  | 15–15 |                  |                        |                        |                        |
| 2014–15   | 1     | Pro A    | 13º  | 13–21 |                  |                        |                        |                        |
| 2015–16   | 1     | Pro A    | 7º   | 21–15 |                  |                        |                        |                        |
| 2016–17   | 1     | Pro A    | 7º   | 23–14 |                  | 4 FIBA Europe Cup      | R2                     | 8–2                    |
| 2017–18   | 1     | Pro A    | 8º   | 18–16 |                  |                        |                        |                        |
| 2018–19   | 1     | Pro A    | 5º   | 21–13 | 16avos de final  |                        |                        |                        |
| 2019–20   | 1     | Pro A    | 11º  | 10–15 | Ronda preliminar | 3 Champions League     | RS                     | 5-9                    |
| 2020–21   | 1     | Pro A    | 11º  | 16–18 | 64avos           |                        |                        |                        |
| 2021–22   | 1     | Pro A    | 6º   | 19–15 | Campeón          |                        |                        |                        |
| 2022–23   | 1     | Pro A    | 17º  | 12–22 | Cuartos de final |                        |                        |                        |
| 2023–24   | 2     | Pro B    |      |       |                  |                        |                        |                        |

1. ↑  La temporada 2019–20 fue declarada nula debido a la pandemia del coronavirus. Pau-Orthez era undécimo en la clasificación en ese momento.

## Títulos
- Campeón de la Liga de baloncesto de Francia (LNB) en 9 ocasiones: 1986, 1987, 1990, 1996, 1998, 1999, 2001, 2003, 2004
- Campeón de la Copa de Francia en 8 ocasiones: 1991, 1992, 1993, 2002, 2003, 2003, 2007, 2022
- Campeón de la Supercopa de Francia en 1 ocasión: 2007
- Campeón de una Copa Korać: 1984
- Campeón de dos Pro B: 2010,2013

## Personalidades del club

### Entrenadores Sucesivos
Tres entrenadores han obtenido el título de entrenador del año mientras dirigían al club de Pau-Orthez: Michel Gomez, en su primera temporada en el club, en 1990-91, luego Claude Bergeaud, en la temporada 1998-1999, y Frédéric Sarre en 2002-03. Didier Dobbels obtuvo el título de mejor entrenador de Pro B en 2009-2010.

### Jugadores Emblemáticos
| - Mathieu Bisséni - Howard Carter - Boris Diaw - Frédéric Fauthoux - Laurent Foirest - Didier Gadou - Thierry Gadou - Paul Henderson - Freddy Hufnagel - Ronnie Smith - Rod Sellers - Damon Bailey - Roger Duquesnoy - Slaven Rimac - Davor Marcelić - Roger Esteller - Christian Ortega | - Josh Grant - Conrad McRae - Maximiliano Stanic - Felipe Braga - Stéphane Risacher - Johan Petro - Marcus Brown - Juan Aisa - Alain Larrouquis - Tom Scheffler - Gheorghe Mureșan - Fabien Dubos - Florent Piétrus - Mickaël Piétrus - Antoine Rigaudeau - Orlando Phillips | - Artur Drozdov - Jerry McCullough - Cyril Julian - Vasco Evtimov - Constantin Popa - Thierry Rupert - Ian Mahinmi - Benkali Kaba - Dragan Lukovski - Marko Simonović - Mike Jones - Brian Boddicker - Dylan Page - Darren Daye - Teddy Gipson - Antonio Graves - Michael Thompson |

El club ha apostado a menudo por la formación y la contratación regional para alimentar a sus equipos. Los hermanos Didier y Thierry Gadou son la perfecta demostración de esta política. Provenientes de Vieux-Boucau, se unieron a Orthez para jugar en los equipos juveniles antes de unirse al equipo A, al que fueron fieles durante muchos años. El mayor, Didier, participó en el campo o en el banquillo en todos los títulos obtenidos por su club, excluyendo el título de Nacional 2. Thierry Gadou, por su parte, jugó en el primer equipo desde la temporada 1988-1989 hasta 2002, luego regresó al club en 2004, jugando dos temporadas más hasta 2006, antes de poner fin a su carrera. Alain Larrouquis fue durante mucho tiempo el favorito de los habituales de la Moutète. El nativo de Orthez formó parte del equipo que ascendió al club a la élite. El pívot Mathieu Bisséni, llegó al club en 1971 y permaneció quince temporadas en el equipo. Christian Ortega, que llegó en 1980 y fue leal al club durante 11 temporadas, fue capitán del Elan Béarnais durante 3 temporadas (último capitán en la Moutète y el primero en el Palais des Sports) y es oriundo de Tarbes. También formó parte del equipo que ascendió a la élite, ganó la Copa Korać y el primer título de campeón de Francia.
Frédéric Fauthoux también marcó la historia del club por su apego, un "One club man" que dejó huella en la historia de la camiseta verde por su pasión y entrega.
En el inicio de los años 2000, el club formó a nivel profesional a los hermanos Florent y Mickaël Piétrus y a Boris Diaw, estos dos últimos cruzaron el Atlántico para unirse a la National Basketball Association (NBA). Johan Petro e Ian Mahinmi también pasaron por el club bearnes antes de unirse a la NBA.
Este paso por Pau-Orthez fue utilizado por otros jugadores franceses para dar un paso adelante en sus carreras: Antoine Rigaudeau jugó dos temporadas con la camiseta verde antes de unirse al Virtus Bolonia. Laurent Foirest tuvo una primera carrera de tres años en Pau antes de unirse al Tau Vitoria y luego regresar al club para tres nuevas temporadas después de su carrera española.
Entre los extranjeros, Paul Henderson vistió la camiseta verde durante doce temporadas y todavía conserva el récord de puntos, con 7,269 puntos para un jugador del club. Otro estadounidense que dejó huella en el club fue Howard Carter: seleccionado en la decimoquinta posición del draft de la NBA de 1983, se unió a Orthez en 1985, contribuyendo significativamente a la obtención del primer título de campeón de Francia. Un rumano de 2,31 m también dejó una huella indeleble: Gheorghe Mureșan. Bajo la dirección de Michel Gomez, aprendió rápidamente los fundamentos del baloncesto, lo que lo llevó a una temporada con promedios de 18.7 puntos y 10.3 rebotes. Fue seleccionado al final de la temporada en la posición número treinta en el Draft de la NBA. Durante la temporada 1995-1996, regresó para disputar ocho partidos durante el bloqueo de la NBA.
Algunos jugadores son premiados a nivel individual durante su paso por el club: Freddy Hufnagel en 1987, Antoine Rigaudeau en 1996, Laurent Foirest en 1999 y Boris Diaw en 2003 son nombrados MVP franceses. Entre los extranjeros, el español Roger Esteller es designado MVP en 2002 y el internacional yugoslavo Dragan Lukovski en 2003. Didier Gadou en 1987, Fabien Dubos en 1996, Boris Diaw en 2002 y Thomas Heurtel en 2009 reciben el título de Mejor joven talento.

### Dirigentes Famosos
El club fue dirigido durante cuarenta y un años por Pierre Seillant, quien asumió el cargo en 1967 de un club que su abuelo Jules fundó en 1908. Ya estaba presente cuando el club ascendió a la élite.
En junio de 2008, Claude Bergeaud asume el cargo de director. El exentrenador del club aboga por la causa de su exjugador y exentrenador del club Didier Gadou. Este último es elegido oficialmente presidente director general del club de baloncesto béarnais.

## Instalaciones
- La Moutère (1909–91)
- Palais des sports de Pau (1991–presente)|  |
|  |

|  |
|  |

|  |
|  |